# Puppy Linux
Puppy Linux là một bản phân phối Linux nhẹ, tập trung vào tính dễ sử dụng. Toàn bộ hệ thống có thể được chạy từ RAM, cho phép các gỡ bỏ phương tiện khởi động để được sau khi hệ điều hành đã khởi động. Các ứng dụng như AbiWord (một ứng dụng xử lý văn bản miễn phí), Gnumeric (bảng tính) and MPlayer (một trình nghe đa phương tiện miễn phí) được bao gồm, cùng với một sự lựa chọn rộng của trình duyệt web có thể được cài đặt. Phân phối đã được phát triển bởi Barry Kauler và các thành viên khác của cộng đồng. Công cụ Woof có thể xây dựng một phân phối Puppy Linux từ các gói nhị phân của bản phân phối Linux khác.

## Tính năng
Puppy Linux là một hệ điều hành đầy đủ, đi kèm với một bộ ứng dụng cho nhiều nhiệm vụ thích hợp cho sử dụng chung. Puppy có kích thước nhỏ, do đó, nó có thể boot từ nhiều thiết bị khác nhau. Nó cũng hữu ích như là một đĩa cứu hộ, một hệ thống trình diễn, để lại hệ điều hành ban đầu/hiện tại không thay đổi gì, hoặc là một hệ điều hành một hệ thống với một ổ cứng trống hoặc mất tích, hoặc để giữ cho máy tính cũ hữu ích.
Puppy có thể boot từ:
- Một live USB, bao gồm cả ổ đĩa flash USB hoặc bất cứ thiết bị lưu trữ USB có khả năng khởi động nào(flash-Puppy)
- Một live CD (live-Puppy)
- Một thẻ SD hoặc được xây dựng trong Flash drive
- Một ổ Zip hoặc LS-120/240 SuperDisk
- Một ổ cứng nội bộ
- Một máy tính mạng (thin-Puppy)
- Một mô phỏng (emulated-puppy)
- Một đĩa mềm khởi động tải phần còn lại của hệ điều hành từ một ổ đĩa USB, CD-ROM, hoặc ổ cứng nội bộ

Các tính năng của Puppy Linux được xây dựng trong công cụ có thể được sử dụng để tạo ra các ổ đĩa USB có khả năng khởi động, tạo một đĩa CD Puppy mới, hoặc remaster live CD mới với các gói khác.
Puppy Linux có một tính năng độc đáo mà nó ngoài từ các bản phân phối Linux khác: khả năng cung cấp một môi trường cập nhật liên tục làm việc bình thường trên một multisession CD/DVD ghi một lần. (Nó không yêu cầu một đĩa CD / DVD ghi lại). Puppy sẽ tự động phát hiện những thay đổi trong hệ thống tập tin và lưu lại từng bước trên đĩa. Tính năng này đặc biệt tốt với các đĩa DVD, một phần vì không gian lớn hơn nhiều. Trong khi các bản phân phối khác cung cấp các phiên bản Live CD của hệ điều hành của họ, họ không cho phép chương trình được thêm vĩnh viễn cũng không làm họ cho phép các tập tin được ghi vào đĩa CD.
Puppy cũng có tính năng hệ thống ghi bộ nhớ đệm tinh vi được thiết kế để kéo dài tuổi thọ của ổ đĩa USB flash dùng để chạy Puppy Linux.
Không giống như một số hệ điều hành khác, Puppy Linux không mount (tức là chuẩn bị để đọc / ghi) ổ cứng cũng không kết nối vào mạng tự động. Điều này làm giảm tỷ lệ xuất hiện lỗi hoặc thậm chí cố ý thêm corrupts phần mềm không tương thích nội dung của một ổ đĩa cứng. Puppy Linux cũng có thể chạy trên nền tảng ARM và cũng trên một máy tính đơn board (single-board computer) như Raspberry Pi.
Since Puppy Linux về cơ bản chạy trong RAM, tất cả các tập tin, hoạt động và cấu hình được tạo ra / sửa đổi trong phiên giao dịch sẽ biến mất khi hệ thống tắt. Tuy nhiên, nó có thể lưu các tập tin trước khi tắt máy. Tính năng này cho phép người dùng lưu các tập tin vào đĩa (USB, HDD etc.) hoặc thậm chí viết hệ thống tập tin cùng một CD Puppy đã dùng để khởi động, nếu "multisession" đã được sử dụng để tạo ra các đĩa CD khởi động và nếu một ổ ghi CD là hiện tại. Điều này đúng cho đĩa CD-R cũng như đĩa CD-RW và DVD.
Nó cũng có thể lưu tất cả các tập tin vào một ổ cứng gắn ngoài, USB, hay thậm chí là một ổ đĩa mềm thay vì hệ thống tập tin gốc. Puppy cũng có thể được cài đặt vào một đĩa cứng..

## Giao diện người dùng

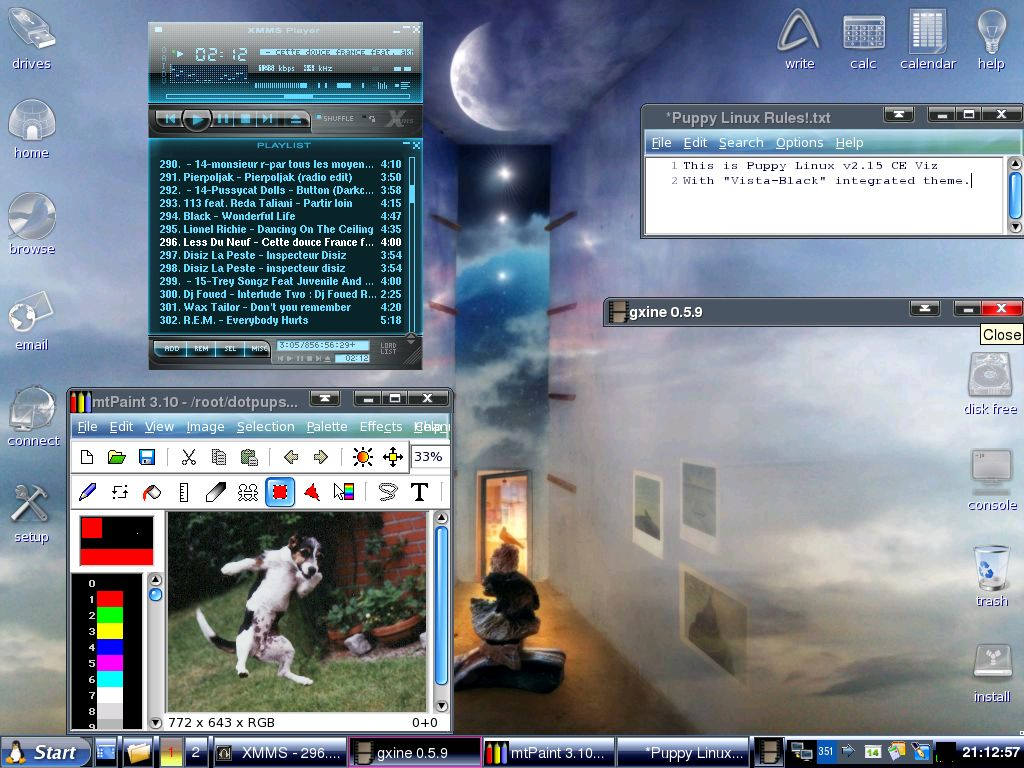
Desktop với một trong nhiều chủ đề tích hợp với XMMS một trình đa phương tiện, mtPaint một chương trình vẽ để tạo điểm ảnh nghệ thuật và thao tác hình ảnh kỹ thuật số và mplayer đang chạy, cộng với một tập tin văn bản mở theo Puppy Linux 2.15 CE Viz (với WM: IceWM mặc định)

Trình quản lý của sổ mặc định trong phần lớn các phát hành của Puppy là JWM.
Gói của desktop IceWM, Fluxbox và Enlightenment cũng có sẵn thông qua gói PetGet của Puppy (ứng dụng) quản lý hệ thống (xem bên dưới). Một số bản phân phối phát sinh, gọi là puplets, đi kèm với quản lý cửa sổ mặc định khác hơn JWM.
Khi hệ điều hành khởi động, tất cả mọi thứ trong gói Puppy giải nén vào một khu vực của RAM, the "đĩa RAM". PC cần phải có ít nhất 128 MB RAM (với nhiều hơn 8 MB chia sẻ cho video) cho tất cả các của Puppy để nạp vào các đĩa RAM. Tuy nhiên, nó có thể cho nó chạy trên máy PC với chỉ khoảng 48 MB RAM bởi vì một phần của hệ thống có thể được lưu giữ trên ổ cứng, hoặc ít hiệu quả, còn lại trên đĩa CD.
Puppy là khá đầy đủ tính năng cho một hệ thống chạy hoàn toàn trong đĩa RAM, khi khởi động hệ thống Live hoặc từ một cài đặt tiết kiệm; tuy nhiên, Puppy cũng hỗ trợ chế độ cài đặt "đầy đủ", cho phép Puppy chạy từ một phân vùng ổ cứng, mà không cần đĩa RAM. Các ứng dụng đã được chọn gặp khó khăn khác nhau, kích thước đặc biệt. Bởi vì một trong những mục tiêu của phân phối là rất dễ dàng để thiết lập, có trình thuật sĩ nhiều người dùng thông qua các quá trình của một loạt tác vụ thông thường.

## Quản lý gói và phân phối

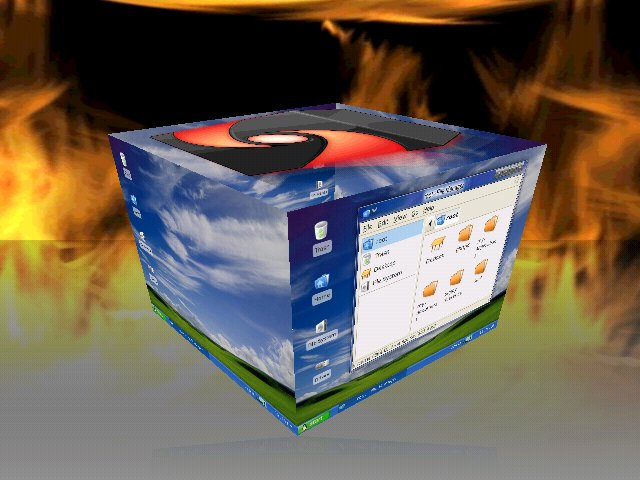
wNOP v0.2 trên EeePC: Puppy 3.01 & Compiz-Fusion

Puppy Unleashed (hiện đang thay thế bởi Woof) à một công cụ được sử dụng để tạo ra các hình ảnh ISO Puppy. Nó bao gồm hơn 500 gói được đặt lại với nhau theo nhu cầu của người sử dụng.
Woof là một công cụ tiên tiến để tạo ra các cài đặt Puppy. Nó đòi hỏi một kết nối Internet và một số kiến thức của Linux để sử dụng. Nó có thể tải về gói nguồn nhị phân từ một bản phân phối Linux khác và xử lý chúng thành các gói Puppy Linux bằng cách chỉ định tên mà distro Linux đó. Nó được trang bị một kiểm soát phiên bản đơn giản được đặt tên Bones.
Puppy Puppy cũng đi kèm với một công cụ remastering rằng có một "snapshot" của hệ thống hiện tại và cho phép người dùng tạo ra một đĩa CD trực tiếp từ nó, và remastering một công cụ bổ sung mà có thể để loại bỏ các thành phần cài đặt.
Puppy Linux sử dụng T2 SDE xây dựng kịch bản để xây dựng các gói nhị phân cơ bản.
Quản lý gói của Puppy Linux, Puppy Package Manager, chấp nhận gói từ distro khác (chẳng hạn như gói deb).

## Biến thể
Bởi vì khá dễ dàng với công cụ Woof và công cụ remaster có thể được sử dụng để xây dựng các biến thể của Puppy Linux, có rất nhiều phiên bản có sẵn. Các biến thể của Puppy Linux được gọi là puplets.
Sau khi Barry Kauler làm giảm sự tham gia của mình với các dự án Puppy, ông đã thiết kế hai nhà phân phối mới trong cùng một gia đình Puppy Linux, Quirky và Wary.
Quirky
Một distro nhúng bên trong hạt nhân. Tất cả các file cần thiết bên trong hạt nhân. Nó có thể nạp mô-đun quản lý đơn giản nhưng bao gồm một vài trình điều khiển.
Racy
Một biến thể của Wary tối ưu hóa cho các PC mới.
Wary
Một biến thể Puppy nhắm mục tiêu vào người dùng với phần cứng cũ. Nó sử dụng hỗ trợ hạt nhân Linux cũ hơn, nhưng dài hạn và các ứng dụng mới nhất.

## Biến thể không chính thức

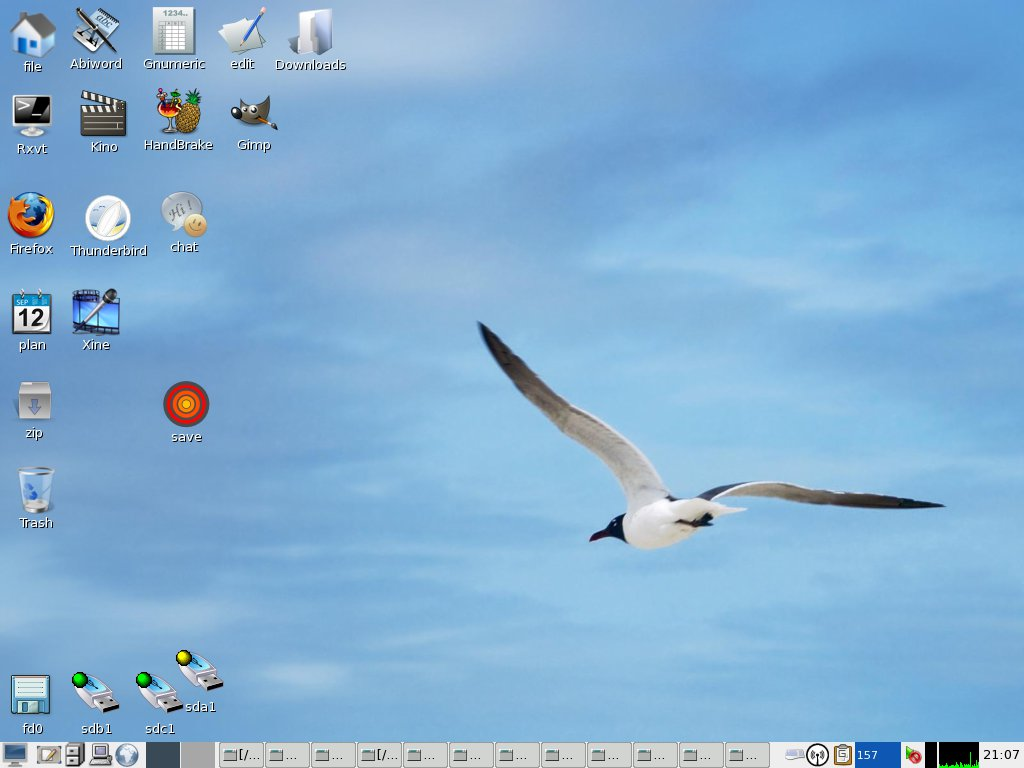
hình ảnh của Desktop FatDog64 5.21

Fatdog64
Một biến thể Puppy cho nền tảng x86-64.

## Lịch sử phát hành
| Phiên bản | Ngày phát hành |
| --------- | -------------- |
| Puppy 1   | 29/3/2005      |
| Puppy 2   | 1/6/2006       |
| Puppy 3   | 2/10/2007      |
| Puppy 4   | 5/5/2008       |
| Puppy 5   | 15/5/2010      |

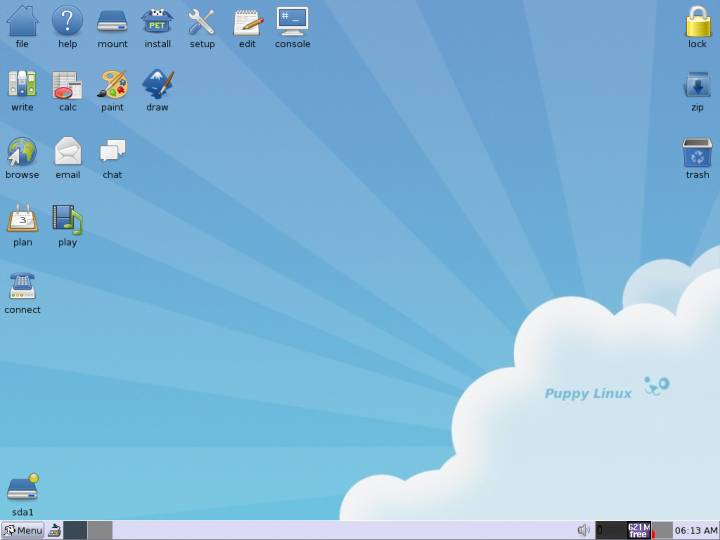
Puppy Linux 4.3.0

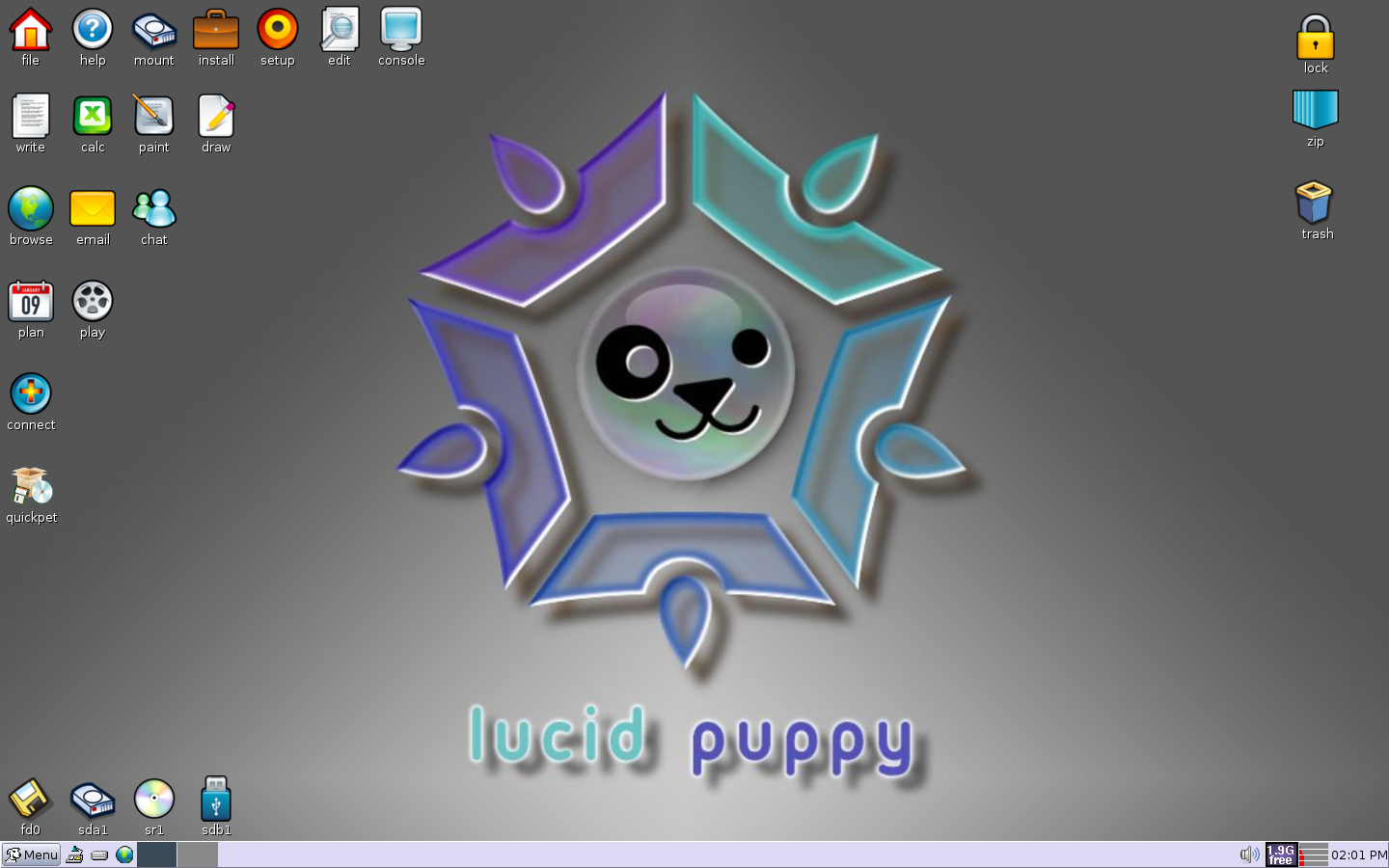
Puppy Linux 5.0.0

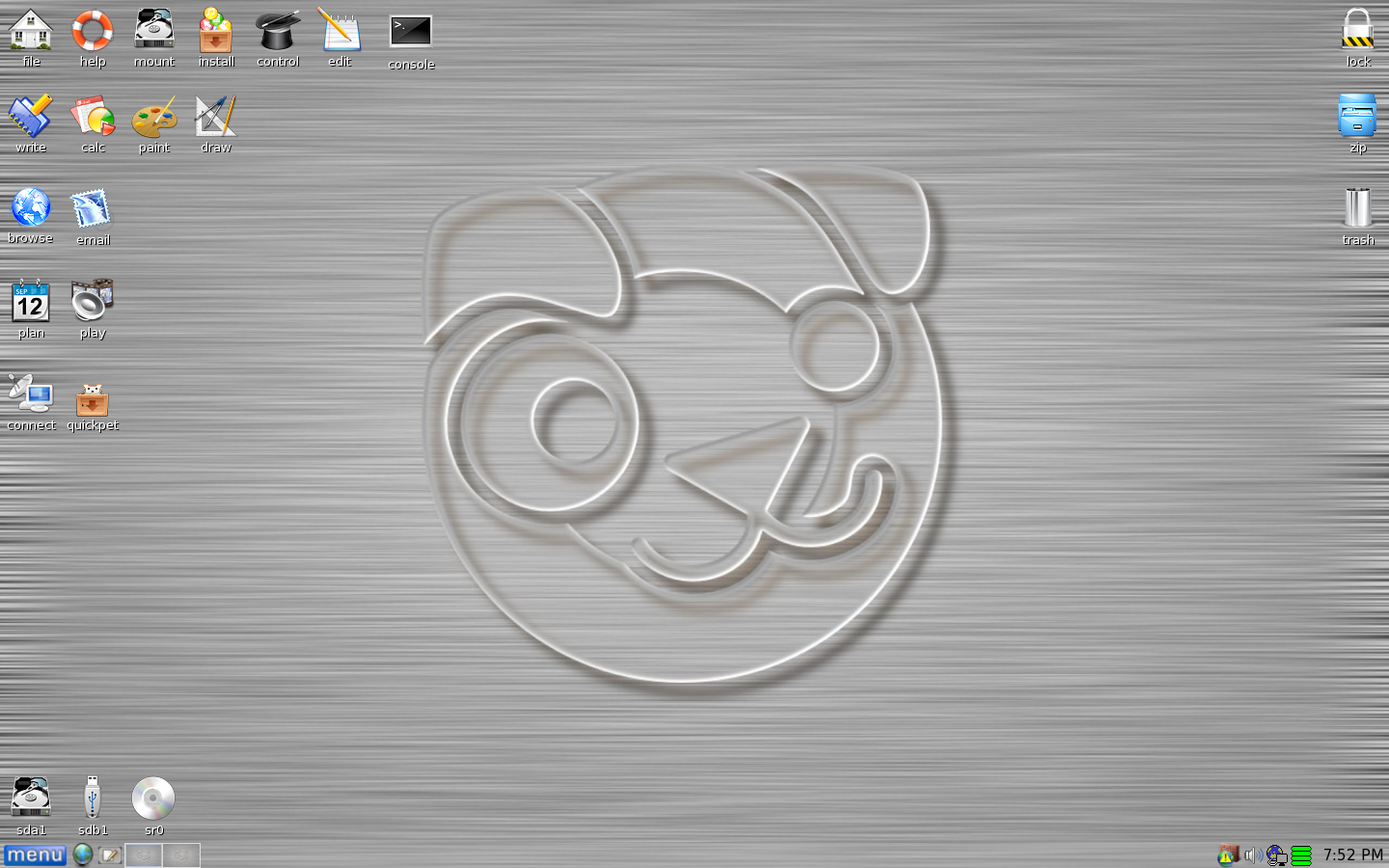
Puppy Linux 5.2.8 Lucid Puppy

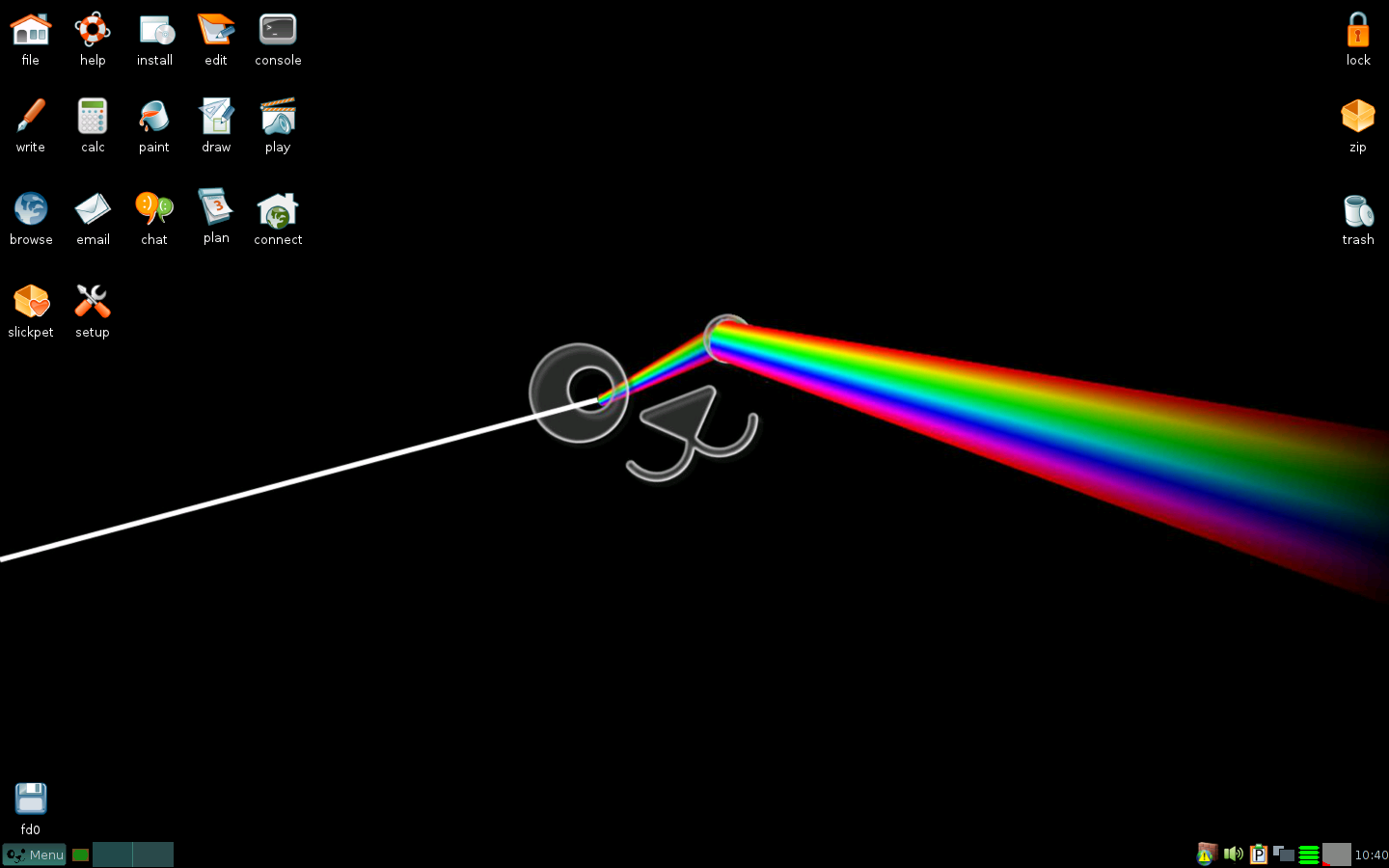
Puppy Linux 5.3.0 Slacko Puppy

Series Puppy 1 chạy thoải mái trên phần cứng rất cũ, Chẳng hạn như một máy tính Pentium với bộ nhớ RAM ít nhất là 32 MB. Đối với hệ thống mới hơn, phiên bản USB keydrive có thể là tốt hơn (mặc dù nếu không có hỗ trợ khởi động từ thiết bị USB trong BIOS, đĩa mềm khởi động Puppy có thể được sử dụng để khởi động nó). Nó có thể chạy Puppy Linux với Windows 9x/Windows Me. Nó cũng có thể, nếu BIOS không hỗ trợ khởi động từ thiết bị USB, khởi động từ đĩa CD và giữ trạng thái người dùng trên một keydrive; điều này sẽ được lưu khi tắt máy và đọc từ thiết bị USB khởi động hệ thống.
Puppy 2 dùng bộ trình duyệt Internet dựa trên Mozilla SeaMonkey (chủ yếu là một trình duyệt web và e-mail client).
Puppy 3 tương thích với các tính năng của Slackware 12. Điều này được thực hiện bởi sự bao gồm gần như tất cả phụ thuộc cần thiết cho việc cài đặt các gói Slackware. Tuy nhiên, Puppy Linux không phải là một phân phối dựa trên Slackware.
Puppy 4 is built from scratch using the T2 SDE  and no longer features native Slackware 12 compatibility in order to reduce the size and include newer package versions than that found in 3. To compensate for this, an optional "compatibility collection" of packages was created that restores some of the lost compatibility.
- Puppy 4.2 features changes to the user interface and backend, upgraded packages, language and character support, new in-house software and optimizations, while still keeping the ISO image size under 100 MB.[28]

Puppy 5 is based on a project called Woof which is designed to assemble a Puppy Linux distribution from the packages of other Linux distributions. Woof includes some binaries and software derived from Ubuntu, Debian, Slackware, T2 SDE, or Arch repositories. Puppy 5 came with a stripped down version of the Midori browser to be used for reading help files and a choice of web browsers to be installed, including Chromium, Firefox, SeaMonkey Internet Suite, Iron và Opera.

## Đánh giá
Puppy Linux has been criticized for running all users as root and for its lack of available applications. DistroWatch reviewer Rober Storey concluded about Puppy 5.2.5 in April 2011: "A lot of people like Puppy - it's in the top 10 of the DistroWatch page-hit ranking. I enjoy Puppy too, and it's what I run exclusively on my netbook. Maybe the only thing wrong with Puppy is that users' expectations tend to exceed the developer's intentions."
In a detailed review of Puppy Linux in May 2011 Howard Fosdick of OS News addressed the root user issue, "In theory this could be a problem -- but in practice it presents no downside. I've never heard of a single Puppy user suffering a problem due to this." Fosdick concluded "I like Puppy because it's the lightest Linux distro I've found that is still suitable for end users. Install it on an old P-III or P-IV computer and your family or friends will use it just as effectively for common tasks as any expensive new machine."
In December 2011 Jesse Smith, writing in DistroWatch reviewed Puppy 5.3.0 Slacko Puppy. He praised its simplicity, flexibility and clear explanations, while noting the limitations of running as root. He concluded "I would also like to see an option added during the boot process which would give the user the choice of running in unprivileged mode as opposed to running as root. Always being the administrator has its advantages for convenience, but it means that the user is always one careless click away from deleting their files and one exploit away from a compromised operating system. As a live CD it's hard to beat Puppy Linux for both performance and functional software. It has minimal hardware requirements and is very flexible. It's a great distro as long as you don't push it too far out of its niche."
In December 2011 Howard Fosdick reviewed the versions of Puppy Linux then available. He concluded, "Puppy's diversity and flexibility make it a great community-driven system for computer enthusiasts, hobbyists, and tinkerers. They also make for a somewhat disorderly world. You might have to read a bit to figure out which Puppy release or Puplet is for you. Puppy's online documentation is extensive but can be confusing. It's not always clear which docs pertain to which releases. Most users rely on the active, friendly forum for support." He also noted "Those of us who enjoy computers sometimes forget that many view them with disdain. What's wrong with it now? Why do I have to buy a new one every four years? Why on earth do they change the interface in every release? Can't it just work? Puppy is a great solution for these folks. It's up-to-date, free, and easy to use. And now, it supports free applications from the Ubuntu, Slackware, or Puppy repositories. Now that's user-friendly."